# Андски елени
Андските елени (Hippocamelus) е род от семейство Еленови (Cervidae). Състои се от два съществуващи и два изкопаеми вида. Живите членове са известни като уемул (от езика мапуче) и тарука, известен също като северен уемул.
И двата вида имат набито, дебело и късокрако тяло. Те живеят на голяма надморска височина през лятото. Въпреки че тарука прекарва целия си жизнен цикъл на тези големи надморски височини, особено когато популациите се приближават до линията на Екватора, южният уемул се спуска по планините през есента и прекарва зимата в защитени залесени долини.
Предпочитат райони с прясна вода. Те са тревопасни животни, които се хранят предимно с тревисти растения и храсти, както и с острици, лишеи и треви, срещащи се между скалите на високи върхове. Активни са през деня и живеят около десет.[ неясно? ]

## Таксономия и еволюция
През 2008 г. генетично проучване показва, че уемулът и таруката може да не са тясно свързани и следователно таруката трябва да бъде поставена в отделен род. Това е опровергано от по-скорошни проучвания.

## Опазване
И двата вида са застрашени според IUCN. Южният уемул е застрашен, а таруката е посочена като уязвим вид.